# Colette Lewiner
 (mars 2022).
Pour les articles homonymes, voir Lewiner.
Colette Lewiner, née le 19 septembre 1945 au Caire (Égypte), est une ingénieure et femme d'affaires française.

## Études
Colette Lewiner est diplômée en 1964 de l’École Normale Supérieure (Sèvres). Elle est ensuite agrégée de physique en 1968, puis, en 1973, docteur en sciences physiques, spécialisée dans la physique des semi-conducteurs.

## Carrière
Elle est maîtresse de conférences en physique à l'université de Paris VII, avant de rejoindre EDF en 1979. En 1989, elle crée la direction du Développement et de la Stratégie Commerciale d'EDF.
En 1992, elle est nommée PDG de SGN-Réseau Eurisys (groupe Cogema, puis Areva). En désaccord avec Jean Syrota, elle quitte son poste en 1997,.
En 1998, elle rejoint CapGemini et crée le secteur global «Utilities» (électricité, gaz, eau, et services d’environnement) qu'elle dirige ; elle quitte ce groupe en juin 2012.
De 2010 à 2015, elle est présidente non exécutive de TDF.

### Administratrice indépendante
Colette Lewiner développe une carrière "d'administratrice indépendante" dans de nombreuses sociétés :
EDF (depuis 2014); Eurotunnel (depuis 2012); Colas (depuis 2011); Bouygues (depuis 2010);Nexans (depuis 2004); présidente non exécutive du Conseil de TDF (2010-2015); Poste (décrets du 16 décembre 2005 et du 9 mars 2010); Lafarge-Holcim (2010-2014); TGS (énergie et pétrole, Houston) (2006-2015), présidente du réseau NucNet, réseau international d'informations concernant le nucléaire (1997)
Elle est également membre de divers comités créés par l'État : Conseil stratégique de la recherche (nommée par décret du 3 février 2014); Conseil consultatif du développement technologique (nommée par arrêtés du 15 juillet 1998 et du 7 octobre 1999); Conseil stratégique des technologies de l'information (nommée par arrêté du 27 septembre 2004); Conseil d'administration de l'École normale supérieure (nommée par arrêté du 8 septembre 1994); Conseil supérieur de la recherche et de la technologie  (nommée par arrêté du 21 décembre 2001); Conseil d'enseignement de l'Institut national des sciences et techniques nucléaires (nommée par arrêté du 14 septembre 1994); Présidente du Groupe de travail sur la régulation des terminaux méthaniers en France

### Bourse d'études
En 2021, elle fonde une bourse Judith et Maurice De Botton (en hommage à ses parents), destinées à favoriser les filières scientifiques des jeunes filles issues de milieux défavorisés.

## Famille
Colette Lewiner, née Colette De Botton, est mariée à Jacques Lewiner ; le couple a trois enfants.

## Publication
- Les Centrales nucléaires, Que sais-je ?, PUF, 1999.

## Distinctions
- Grand officier de la Légion d'honneur (2023)[6], Commandeur (17 mars 2010).
- Grand officier de l'ordre national du Mérite (2016)[7].
- Depuis 2002, elle est membre de l'Académie des Technologies, à côté de son mari[8].